# Омляково (Ярославская область)
Омляково — деревня на территории Николо-Кормской сельской администрации Покровского сельского поселения Рыбинского района Ярославской области.
Деревня расположена на автомобильной дороге Р104 на участке Углич-Рыбинск, между деревнями Соколово (в сторону Углича) и Сидорово (в сторону Рыбинска). К северу от деревни на расстоянии около 1 км начинается обширное болото Чистый Мох. Омляково ориентировано вдоль дороги с запада на восток, расположено в основном с северной стороны дороги. Преобладает традиционная застройка, рубленые избы фасадами на улицу. Постоянного населения на 1 января 2007 года не было. Однако дома деревни не покинуты и используются как дачи. По почтовым данным в деревне 18 домов.
Автобус связывает село с Рыбинском, Мышкиным и Угличем. Администрация сельского поселения в поселке и центр врача общей практики находится в посёлке Искра Октября (по дороге в сторону Рыбинска). В селе Никольском — центр сельской администрации.